# Dactylorhiza genevensis
Dactylorhiza genevensis là một loài thực vật có hoa trong họ Lan. Loài này được (Klinge ex Schulze) Soó mô tả khoa học đầu tiên năm 1962.